# إسحاق كريمييه
إسحاق كريمييه (بالفرنسية: Adolphe Crémieux) (Isaac Moise Cremieux) هو وزير العدل الفرنسي في 1870 من أصل يهودي.
تلقى تعليمه العلماني في مدارس الليسيه الإمبراطورية حيث كان من أوائل الطلبة اليهود الدارسين بها، ثم درس القانون بعد ذلك، وأصبح خلال فترة دراسته من أشد المعجبين بنابليون. اشتغل عام 1817 بالمحاماة واكتسب سمعة طيبة في هذا المجال بفضل مهارته القانونية، وكان من أشد المؤيدين لقضايا الليبرالية حيث ترافع في عديد من المحاكمات السياسية أثناء فترة عودة الملكية.
وبعد قيام ثورة عام 1830، انتقل إلى باريس حيث تعاون مع العناصر الليبرالية في نشاطها المعادي لحكم الملك لويس فيليب وطالب بحرية الصحافة. وفي الفترة بين عامي 1842 و1846 انتُخب نائباً في البرلمان الفرنسي حيث كان من قادة المعارضة. واشترك في ثورة 1848، وتولى منصب وزير العدل في الحكومة الجديدة لعدة أشهر حيث عمل على إدخال عدة إصلاحات من أهمها:
- إلغاء نظام الرق في المستعمرات الفرنسية.
- إلغاء عقوبة الإعدام في القضايا السياسية.

ودخل البرلمان مرة أخرى خلال الجمهورية الثانية وظل نائباً حتى عام 1852، ثم ابتعد عن الحياة السياسية في فرنسا منذ ذلك العام نظراً لخلافه مع إدارة لويس نابليون، وبقي كذلك حتى عام 1869 حينما دخل البرلمان مرة أخرى. وقد تولى كريمييه منصب وزير العدل مرة أخرى عام 1870 في الحكومة الانتقالية التي حلت محل حكم لويس نابليون بعد هزيمته العسكرية في العام نفسه. كما أنتُخب كريمييه عام 1871 نائباً ممثلاً للجزائر، ثم انتُخب عام 1875 عضواً لمجلس الشيوخ مدى الحياة.
وظل كريمييه مهتماً بالقضايا الخاصة بالجماعات اليهودية سواء في فرنسا أو خارجها، فعمل منذ عام 1827 على إلغاء القَسَم اليهودي في فرنسا (الذي ألغي بالفعل عام 1846)، وتعاون مع موسى مونتيفيوري عام 1840 بشأن حادثة دمشق، واشترك عام 1866 في الدفاع عن بعض اليهود المتهمين في قضية قتل في روسيا، كما اهتم بالقضايا الخاصة بحقوق يهود رومانيا، وعمل من خلال مؤتمر برلين عام 1878 على دعم قضية إعتاق يهود دول البلقان. وقد اختير كريمييه عام 1863 رئيساً للالاتحاد الإسرائيلي العالمي، وعمل بها حتى عام 1866، ثم مرة أخرى من عام 1868 وحتى وفاته. كما أصدر كريمييه عام 1870، عندما كان وزيراً للعدل، قانون كريمييه الذي منح الجنسية الفرنسية لأعضاء الجماعة اليهودية في الجزائر.
ورغم اهتمام كريمييه بالقضايا اليهودية، إلا أن هذا الاهتمام كان مرتبطاً في المقام الأول بمصالح الدولة الفرنسية. والواقع أن منحه الجنسية الفرنسية ليهود الجزائر، والذي اعتُبر من نجاحاته الكبرى في مجال القضايا اليهودية، كان إجراءً يهدف إلى تحويل يهود الجزائر إلى جماعة وظيفية استيطانية تزيد الكثافة السكانية الفرنسية، ومن ثم تخدم مصالح الاستعمار الفرنسي في الجزائر. كما أن نشاط الاتحاد الإسرائيلي العالمي، التي تولى رئاستها، كان يهدف أيضاً إلى صبغ أعضاء الجماعات اليهودية في العالم الإسلامي بصفة عامة، ودول المغرب العربي بصفة خاصة، بالثقافة الفرنسية وتحويلهم إلى جماعات وظيفية وسيطة تعمل في مؤسسات الاحتلال الفرنسي وتدين له بالولاء وتخدم مصالحه في المنطقة. ومن الجدير بالذكر أن كريمييه اضطر عام 1845 إلى التخلي عن منصبه كرئيس للمجلس الكَنْسي المركزي اليهودي في باريس بعد أن تبيَّن أنه سمح لزوجته بتنصير أبنائهما. وكان كريمييه نشطاً في الحركة الماسونية في فرنسا وكان من أبرز قياداتها.

## روابط خارجية
- إسحاق كريمييه على موقع الموسوعة البريطانية (الإنجليزية)